# Дикобразовые
Дикобра́зовые (лат. Hystricidae, по названию рода Hystrix) — семейство отряда грызунов.

## Внешний вид
Длина тела от 38 до 90 см. Масса бывает от 2—3 кг и достигает 27 кг. Спина, бока и хвост дикобразовых покрыты иглами.
Окраска волос бурая, а на иглах чередуются чёрные и белые полосы.

## Отличия
Дикобразовые располагают самыми длинными иголками среди всех млекопитающих. В эволюционном отношении иголки являются видоизменёнными волосами. «Шерсть» дикобразовых составляют разные сорта волос: мягкие мехообразные волосы, более жёсткие, плоская щетина, длинная и эластичная щетина, а также твёрдые и длинные иголки. Некоторые из них достигают в длину 40 см и в диаметре 7 мм, являются острыми и могут вызвать воспаления, если ими уколоться.

## Распространение
Область распространения дикобразовых охватывает тропическую и субтропическую Азию и Африку. Остаётся невыясненным, является ли южная Европа естественной частью их ареала, или же они появились в ней вследствие ввоза человеком. Большинство видов дикобразовых обитает в юго-восточной Азии. Дикобразы также обитают в Европе и Закавказье, Африке, Индии, Средней Азии. Американских дикобразов в настоящее время относят к другому семейству. Их естественной средой обитания могут быть в равной степени и пустыни, и саванны, и тропические леса.
Дикобразы жили на Урале около 100—130 тыс. лет назад во время микулинского межледниковья. В Горном Алтае дикобразы жили в пещере Страшная ок. 40 тыс. лет назад, в пещере Разбойничья — ок. 30 тыс. лет назад в течение каргинского межстадиала (потепления). Около 27 тыс. лет назад с похолоданием дикобразы на Алтае исчезли. В пещере Таврида, находящейся в Крыму, были найдены останки дикобраза возрастом 1,5 миллиона лет.
На территории бывшего СССР встречается 1 вид — индийский дикобраз, на территории России он изредка появляется в Дагестане, где находится северный предел его распространения.

## Поведение
Дикобразовые живут на земле. Некоторые виды роют подземные ходы, другие прячутся в расщелинах скал или в норах других зверей. Питание дикобразовых растительное, а ходят на поиски пищи они в основном ночью.

## Классификация
Семейство дикобразовых подразделяют на три рода:
1. Род Кистехвостые дикобразы (Atherurus)
  - Африканский дикобраз (Atherurus africanus)
  - Азиатский кистехвостый дикобраз (Atherurus macrourus)
  - †Atherurus karnuliensis[8]
2. Род Дикобразы (Hystrix)Николаевский зоопарк, дикобраз

  - Южноафриканский дикобраз (Hystrix africaeaustralis)
  - Хохлатый дикобраз (Hystrix cristata)
  - Индийский дикобраз (Hystrix indica)
  - Малайский дикобраз (Hystrix brachyura)
  - Яванский дикобраз (Hystrix javanica)
  - Жесткоиглый дикобраз (Hystrix crassispinis)
  - Филиппинский дикобраз (Hystrix pumila)
  - Суматранский дикобраз (Hystrix sumatrae)
3. Род Длиннохвостые дикобразы (Trichys)
  - Длиннохвостый дикобраз (Trichys fasciculata)